# Velje Brdo
Velje Brdo este un sat din municipiul Podgorica, Muntenegru. Conform datelor de la recensământul din 2003, localitatea are 314 locuitori (la recensământul din 1991 erau 229 de locuitori).

## Demografie
În satul Velje Brdo locuiesc 234 de persoane adulte, iar vârsta medie a populației este de 35,4 de ani (34,0 la bărbați și 36,8 la femei). În localitate sunt 84 de gospodării, iar numărul mediu de membri în gospodărie este de 3,74.
|  |

| Demografie | Demografie | Demografie |
| An         | Locuitori  | Locuitori  |
| ---------- | ---------- | ---------- |
|            |            |            |
|            |            |            |
|            |            |            |
|            |            |            |
| 1948       | 91         |            |
| 1953       | 112        |            |
| 1961       | 169        |            |
| 1971       | 139        |            |
| 1981       | 193        |            |
| 1991       | 229        | 229        |
| 2003       | 314        | 314        |

| \| Componența etnică conform recensământului din 2003[2] \| Componența etnică conform recensământului din 2003[2] \| Componența etnică conform recensământului din 2003[2] \| Componența etnică conform recensământului din 2003[2] \| Componența etnică conform recensământului din 2003[2] \| \| ----------------------------------------------------- \| ----------------------------------------------------- \| ----------------------------------------------------- \| ----------------------------------------------------- \| ----------------------------------------------------- \| \| \| \| \| \| \| \| Muntenegreni \| Muntenegreni \| \| 214 \| 68,15% \| \| Sârbi \| Sârbi \| \| 85 \| 27,07% \| \| Croați \| Croați \| \| 1 \| 0,31% \| \| Macedoneni \| Macedoneni \| \| 1 \| 0,31% \| \| necunoscută \| necunoscută \| \| 0 \| 0% \| |              |  |     |        |
| Componența etnică conform recensământului din 2003 |              |  |     |        |
| |              |  |     |        |
| Muntenegreni | Muntenegreni |  | 214 | 68,15% |
| Sârbi | Sârbi        |  | 85  | 27,07% |
| Croați | Croați       |  | 1   | 0,31%  |
| Macedoneni | Macedoneni   |  | 1   | 0,31%  |
| necunoscută | necunoscută  |  | 0   | 0%     |